# Alopecosa edax
Alopecosa edax är en spindelart som först beskrevs av Tord Tamerlan Teodor Thorell 1875.  Alopecosa edax ingår i släktet Alopecosa och familjen vargspindlar. Inga underarter finns listade i Catalogue of Life.